# Вулиця Героїв України (Бровари)
Ву́лиця Геро́їв Украї́ни — одна з магістральних вулиць міста Бровари. Вулиця протяжністю 1340 метрів починається вулицею Київська та закінчується автомобільною розв'язкою Броварського мосту між вулицями Степана Бандери та Ярослава Мудрого.

## Історія
До 1974 року вулиця мала назву Головна. 1 квітня 1974 року перейменована на Ю. Гагаріна. на честь першого у світі космонавта Юрія Гагаріна.
З 6 травня 2022 року носить назву Героїв України.

## Відомі будівлі
- № 15 — будівля Броварських міської та районної рад.
- № 18 — новий будинок Броварської міської ради, який почали будувати ще у 1990-х роках, а завершили лише у 2004 році.
- № 20 — Броварський Головпоштамт (відділення зв'язку № 9).
- № 22а — Церква Покрови Пресвятої Богородиці (ПЦУ).
- № 28 — Готель «Спорт».

## Зображення

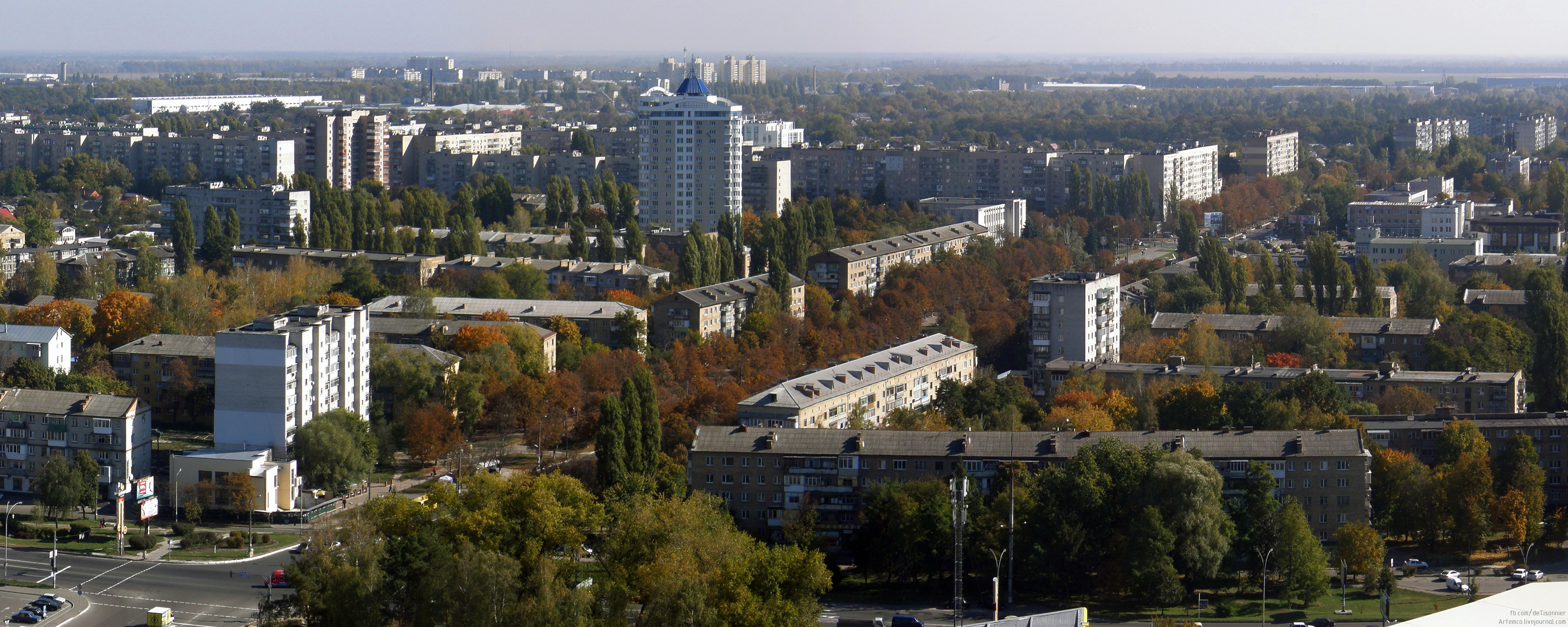
вулиця Героїв України
Храм Покрови Пресвятої Богородиці у Броварах, вул. Героїв України, 22-А
Пам'ятник Жертвам Голодомору Бровари, вул. Героїв України, 22-А
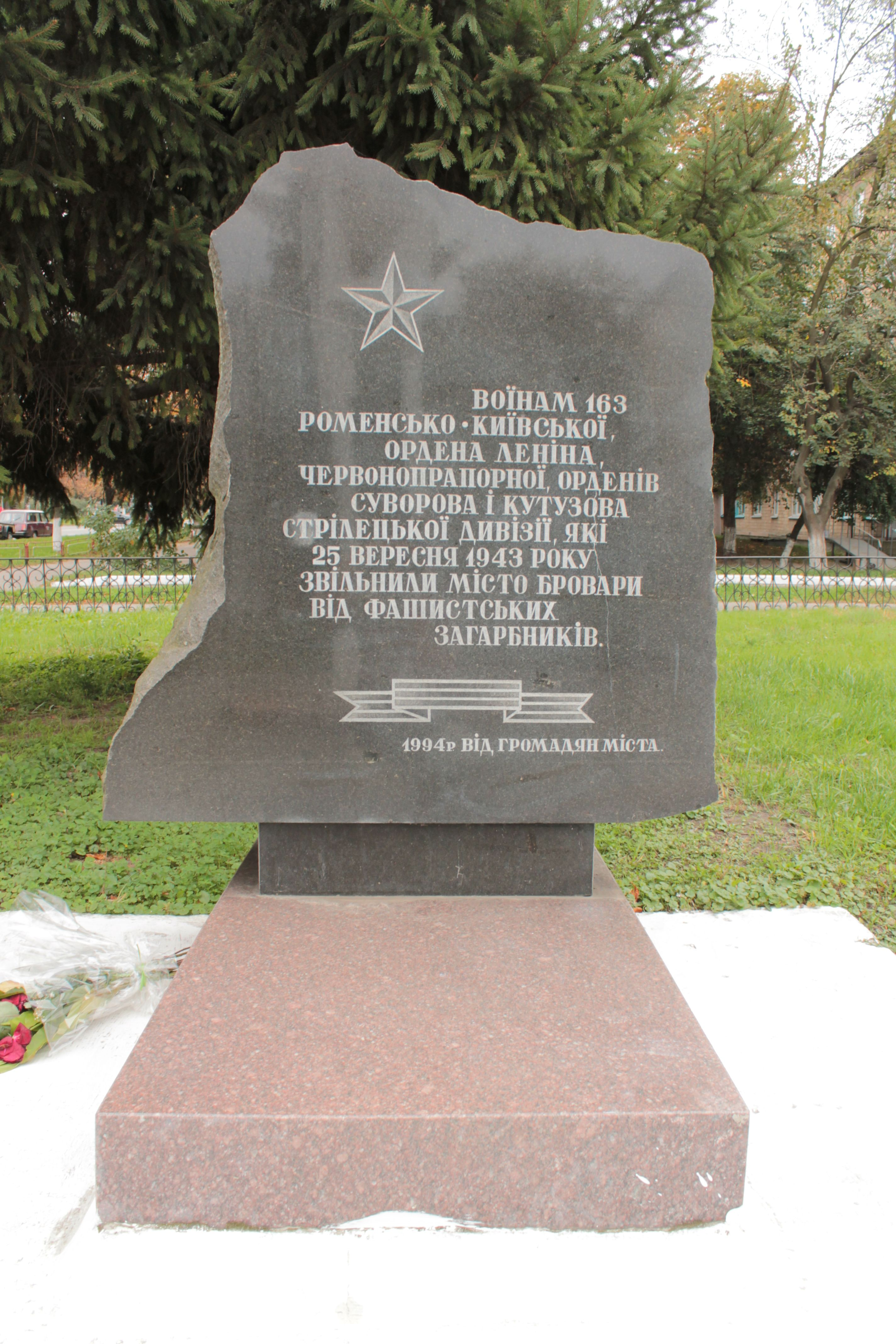
Пам’ятний знак на честь воїнів 163 СД, вул. Героїв України, 6